# Joseba Llorente

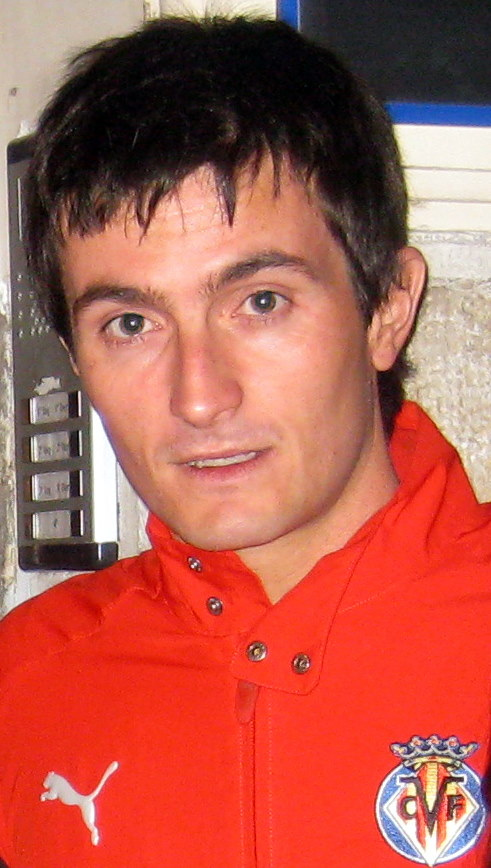
Joseba Llorente.

Joseba Llorente Etxarri (Fuenterrabía, 24 november 1979) is een Spaans betaald voetballer die bij voorkeur in de aanval speelt. Hij tekende in juni 2010 een contract bij Real Sociedad, dat hem voor €2.500.000,- overnam van Villarreal CF.

## Clubvoetbal
Llorente speelde in de jeugdopleiding van Real Sociedad. Van 1999 tot 2003 behoorde hij tot het eerste elftal van de Baskische club. Na twee seizoenen bij SD Eibar (2003–2005) kwam de aanvaller in 2005 bij Real Valladolid. Met deze club won Llorente in 2007 het kampioenschap van de Segunda División A, wat promotie naar de Primera División betekende. In januari 2008 vestigde hij de aandacht op zich door op 13 januari zijn eerste hattrick te maken tegen Recreativo Huelva en op 20 januari in een competitiewedstrijd tegen RCD Espanyol het snelste doelpunt ooit in de Primera División te maken. Na een lange bal van Víctor vanaf de aftrap passeerde Llorente na 7.42 seconden doelman Iñaki Lafuente met een boogbal. Het oude record van 8 seconden dateerde uit december 2000 en dat was neergezet door Darío Silva namens Málaga CF tegen Real Valladolid. Na het seizoen 2007/2008 werd Llorente voor ruim vijf miljoen euro gecontracteerd door Villarreal CF. Daar voldeed hij niet aan de verwachtingen. De club liet hem in juni 2010 voor €2.500.000,- weer gaan, naar Real Sociedad.

## 'Nationaal' elftal
Llorente speelde voor het Baskisch elftal.